# České Budějovice

Logo

České Budějovice (AFI: [ˈtʃɛskɛː ˈbuɟɛjovɪʦɛ] · ), nota semplicemente come Budějovice, in tedesco (Böhmisch) Budweis ([ˈbʊtvaɪs] · ), è una città della Repubblica Ceca, capoluogo del distretto omonimo e della Boemia Meridionale.
È stata scelta per essere capitale europea della cultura nel 2028 insieme alla francese Bourges e alla macedone Skopje.

## Origini del nome
La prima parte del nome České ("ceca"/"boema") serve per differenziarla dalla città di Moravské Budějovice (in tedesco Mährisch Budwitz).

## Storia

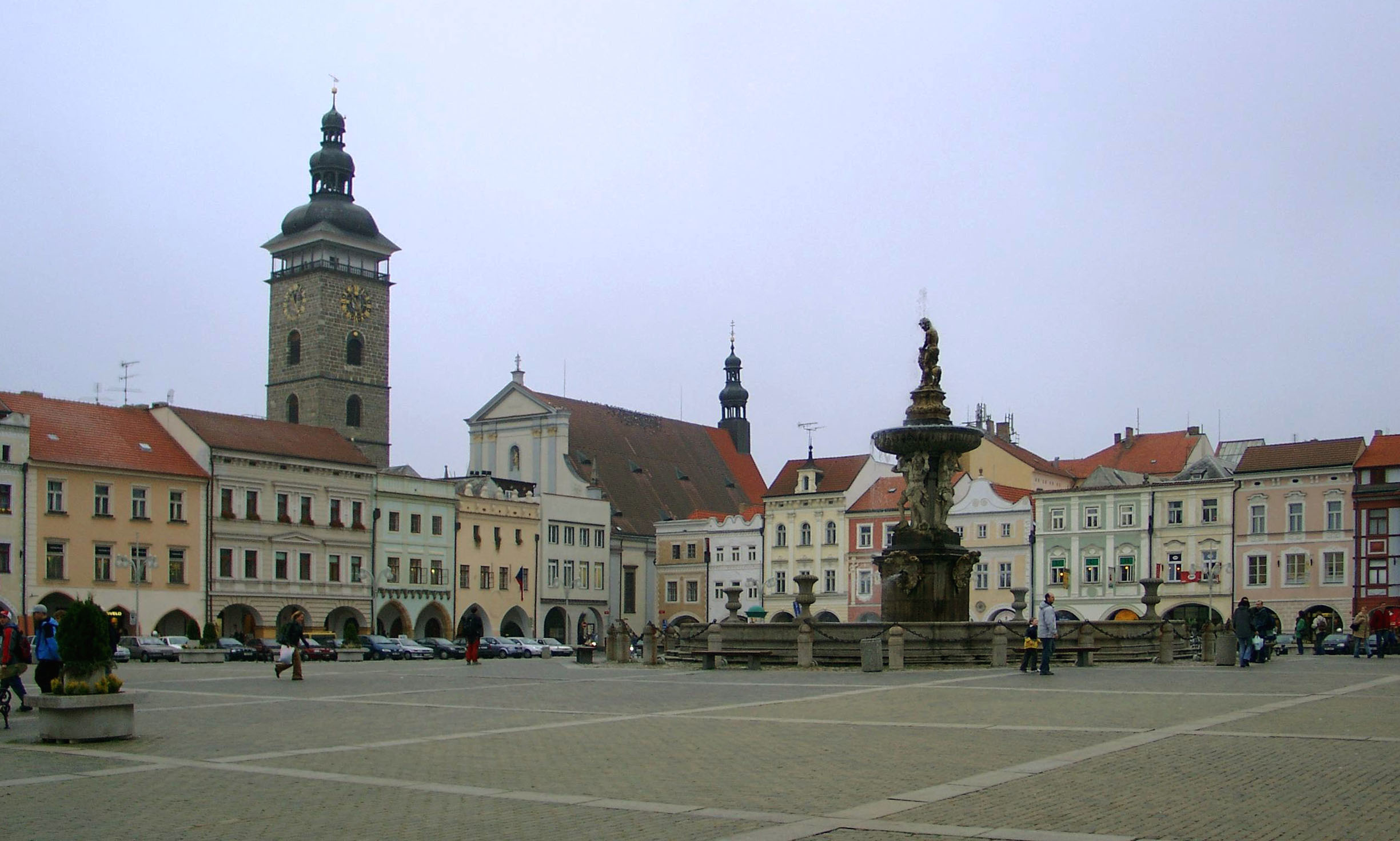
La piazza del mercato.

La confluenza dei fiumi Moldava (Vltava) e Malše fu scelta nel 1265 dal re boemo Ottocaro II come punto per la costruzione della città di České Budějovice, con la quale voleva consolidare il suo potere in Boemia Meridionale. In città si insediarono tedeschi dall'Alta Austria e dalla Selva Boema, i quali l'ampliarono; la città crebbe molto in fretta grazie alla felice posizione geografica e ai favori del re.
Per la fedeltà alla corona České Budějovice venne sempre ricompensata con favori e privilegi. Alla fine del XIII e all'inizio del XIV secolo vennero costruite due chiese e vennero costruite le mura intorno alla città.

Durante il movimentato XV secolo la cattolica città di České Budějovice fu un posto importante di difesa contro gli hussiti. Il capo stesso dell'esercito ussita, Jan Žižka, riconobbe che la città era imprendibile e non tentò di conquistarla.
Con i suoi 4 000 abitanti la città medioevale di České Budějovice era una della più grandi e più importanti di tutto il regno boemo. Il XVI secolo portò alla città una forte crescita economica soprattutto grazie all'estrazione dell'argento, ma anche alla produzione della birra, la produzione ittica e il commercio di sale.
Il comune utilizzò le risorse economiche per costruzioni di rappresentanza, come il nuovo municipio, il rinnovo delle mura cittadine e la costruzione di un'alta torre. La città prese così un aspetto rinascimentale.

Durante la ribellione dei mercanti e la conseguente guerra dei trent'anni la città rimase ancora al fianco dell'imperatore e resistette agli attacchi. La moderna cinta muraria fece della città un'importante fortezza strategica, dove durante la guerra spesso gli ufficiali imperiali si rifugiarono.
Il rinnovamento della città durò alcuni decenni. L'era del barocco cambiò l'aspetto degli edifici pubblici e anche delle case private e arricchì la città di una serie di monumenti di cui tra gli altri anche uno dei simboli della città, la fontana di Samson. Le riforme teresiane durante il XVIII secolo fecero di České Budějovice la capitale della regione appena creata. Da un punto di vista culturale la città divenne sede dell'ordine dei piaristi, che si insediò nel 1762 e creò un liceo latino. Negli stessi anni venne creato anche il teatro cittadino. Sotto l'imperatore Giuseppe II venne creata la diocesi di České Budějovice e due decenni più tardi venne aperto l'istituto filosofico e un seminario diocesano, nel quale ebbe origine la congregazione dei petrini.
Il XIX secolo portò alla città progressi tecnologici e una moderna società borghese. La ferrovia a cavallo, costruita negli anni 1825-1832, collegava České Budějovice con la città di Linz nell'Alta Austria. Insieme con il traffico sulla Moldava migliorò il trasporto merci in direzione nord-sud. Conseguentemente crebbe anche l'importanza dell'industria e del commercio della regione. Nel 1847 la ditta viennese Hardtmuth trasferì la produzione di matite e prodotti in ceramica a České Budějovice. La città ricevette così le sue prime grandi industrie. Fino al 1890 la città era in maggioranza di lingua tedesca e creava insieme con i villaggi della regione un'isola di lingua tedesca in territorio di lingua ceca. La componente ceca prese in seguito però il sopravvento a causa di una forte immigrazione di popolazione ceca nella regione. Tuttavia il sindaco rimase di lingua tedesca fino al 1918, anno della dissoluzione dell'Impero austro-ungarico.

Nel 1895 venne creata la birreria statale ceca, oggi Budvar (Budweiser), che rese celebre la città nel mondo.
Il XX secolo portò uno sviluppo agitato. Nel 1945 tutti i germanofoni vennero deportati dalla loro città natale e trovarono accoglienza in Germania Ovest e in Austria. La città divenne il punto di riferimento economico e culturale per tutta la Boemia meridionale e nel 1949 divenne sede della nuova regione nello Stato cecoslovacco.

## Cultura

### Università
La città è famosa per la sua università e i suoi centri di ricerca scientifica.

### L'asteroide
Alla città è intitolato l'asteroide 11134 České Budějovice.

## Economia
La città è conosciuta in tutto il mondo soprattutto per via della birra che viene ivi prodotta, la Budweiser. Dal 1848, inoltre, ospita lo stabilimento principale della Koh-I-Noor Hardtmuth, storica fabbrica di matite e materiali per belle arti, scuola e ufficio, fondata a Vienna nel 1790 da Joseph Hardtmuth.

## Infrastrutture e trasporti
Qui venne costruita la prima linea ferroviaria sul continente europeo (quindi al di fuori dell'Inghilterra); la ferrovia a cavallo České Budějovice–Linz–Gmunden collegava le allora molto importanti vie di comunicazione dell'Impero austro-ungarico: il Danubio con il fiume Moldava, quindi rispettivamente il mar Nero con il mare del Nord.

## Amministrazione

### Gemellaggi
- Linz, dal 1987[4]
- Passavia
- Almere
- Lorient
- Nitra

## Sport

### Calcio
La squadra principale della città è il Sportovní Klub Dynamo České Budějovice.